# Drahelčice
Drahelčice är en ort i Tjeckien.   Den ligger i regionen Mellersta Böhmen, i den centrala delen av landet, 17 km väster om huvudstaden Prag. Drahelčice ligger 371 meter över havet och antalet invånare är 405.
Terrängen runt Drahelčice är huvudsakligen platt, men åt sydväst är den kuperad. Runt Drahelčice är det ganska tätbefolkat, med 192 invånare per kvadratkilometer. Närmaste större samhälle är Prag, 16,7 km öster om Drahelčice. Trakten runt Drahelčice består till största delen av jordbruksmark.